# Интернат № 49 имени Г. И. Россолимо
ГБУ ЦСПР им. Г.И.Россолимо — Государственное бюджетное учреждение города Москвы Центр социальной поддержки и реабилитации детей-инвалидов имени Г.И.Россолимо Департамента труда и социальной защиты населения города Москвы. Основан в 1873 году как приют «Убежище Святой Марии», в начале XX века послужил площадкой для исследований в области детской психопатологии, проводимых Г. И. Россолимо, с 1928 года носит его имя.

## История
Приют «Убежище Святой Марии» был основан в 1873 году стараниями известной благотворительницы Варвары Евграфовны Чертовой (1805—1903) и учёного-педиатра, профессора Московского университета Н. А. Тольского (1832—1891). В приют принимались дети в возрасте от 5 лет, страдавшие слабоумием, эпилепсией и слепотой, их число постепенно повышалось и к 1907 году достигло 62 человек. Учреждение было благотворительным и содержалось на частные пожертвования.
С 1909 года организацией воспитательного и педагогического процесса в приюте занялся невропатолог и дефектолог Григорий Иванович Россолимо (1860—1928). Под его руководством воспитанников приюта поделили на две группы. С первой группой, где были собраны дети с имбецильностью и идиотией, работали смотрительница и несколько нянь, по достижении 18 лет дети из первой группы распределялись по психиатрическим больницам. Дети с дебильностью, объединённые во вторую группу, учились по специальной программе, разработанной Россолимо Г. И. (он же написал для этой программы пособия), основой которой был производительный труд (однако преподавались и «общеобразовательные» предметы). Кроме того, в приюте был создан специальный кабинет для обследования воспитанников с целью исследования нервной системы детей и психологического исследования по экспериментальному методу. Деятельность Россолимо в приюте высоко оценил известный врач и педагог В. П. Кащенко.
После Октябрьской революции приют стал государственным и превратился в детский дом № 13. В 1925—1952 гг. его директором была В. П. Князева, сумевшая сохранить дореволюционные традиции и достижения. В 1928 году учреждению было присвоено имя Г. И. Россолимо. В 1949 году детский дом № 13 переехал из центра Москвы в Измайлово, где были построены двухэтажный спальный корпус и бытовые помещения (учились дети в обычной школе). В 1976 году детским дом стал специальной школой-интернатом № 50 имени Г. И. Россолимо для детей с олигофренией.

## В военные годы
В годы войны детский дом был временно эвакуирован в Башкирию, но уже в 1945 году вновь открылся в Москве. Шефами были назначены Военная академия им. Дзержинского, Министерство черной металлургии, Министерство электропромышленности. В 1949 году детский дом № 13 из старого здания в центре Москвы переехал в Измайлово. Было приспособлено здание школы, а пленными немцами был построен двухэтажный спальный корпус и бытовые помещения.

## Настоящее время
В 1996 году учреждение было вновь реорганизовано, превратившись в школу-интернат № 49 имени Г. И. Россолимо для детей-сирот с задержкой психического развития. Старые здания школы постепенно пришли в негодность, и в 2007 году специально для интерната в микрорайоне Кожухово был построен новый комплекс, состоящий из 3 жилых зданий, здания школы, административного блока, спортивного комплекса и медицинского центра, соединённых стеклянной галереей.
В октябре 2021 года учреждение переименовано в Центр социальной поддержки и реабилитации детей-инвалидов имени Г.И.Россолимо (ГБУ ЦСПР им. Г.И.Россолимо). Теперь Центр оказывает услуги детям-инвалидам с ментальными нарушениями в возрасте от 0 до 18 лет, детям в возрасте до 4 лет, имеющим тяжелые множественные нарушения развития без установленной инвалидности, на основании договора на предоставление социальных услуг и путевки ДТСЗН г. Москвы.
В настоящее время директором центра является Возжаева Елена Игоревна. Специалисты центра оказывают помощь широкого профиля для адаптации к полноценной жизни детей с особенными потребностями. Воспитанники учреждения получают разнообразную социально-бытовую, медицинскую и социально-педагогическую помощь. Сотрудники особого семейного центра проводят психологическую реабилитацию и коррекцию психологического состояния детей, а также консультации по правовым вопросам для родителей, взаимодействуют с другими социальными службами и учреждениями. С детьми работают воспитатели, педагоги дополнительного образования, логопеды, дефектологи, также проводится регулярное наблюдение врача-педиатра, врача-психиатра, медицинского психолога. В центре созданы все необходимые условия и техническое оснащение для диагностики, коррекции, развития и социальной интеграции воспитанников. Услуги предоставляются как на стационарной (постоянное и пятидневное пребывание) форме социального обслуживания, так и в формате дневного пребывания. Сотрудники центра сотрудничают с учеными кафедры дефектологии МПГУ, центром разработана и реализуется программа «Постинтернатное сопровождение выпускников», помогающая выпускникам адаптироваться в современном мире.

## Фотогалерея

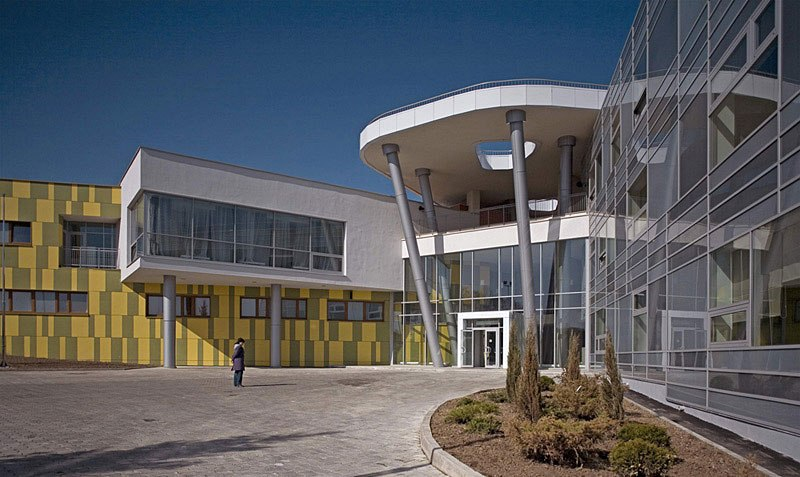
Парадный вход центра
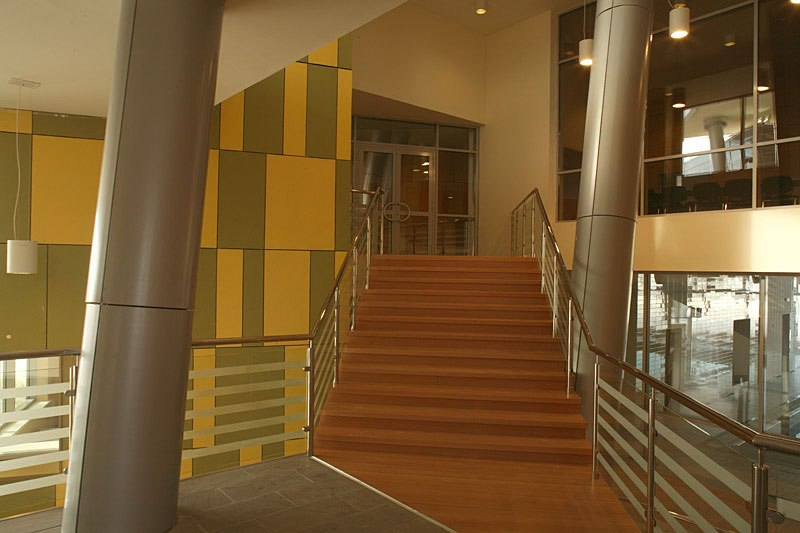
Парадная лестница
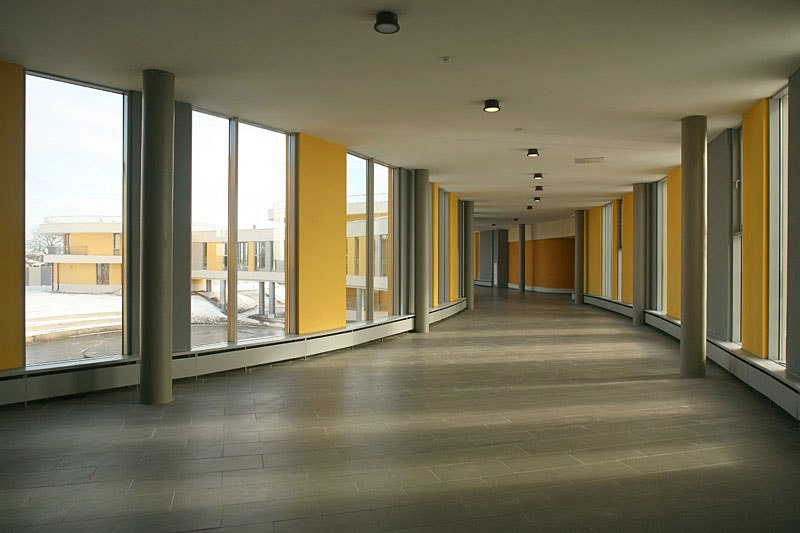
Рекреа́ция в центре
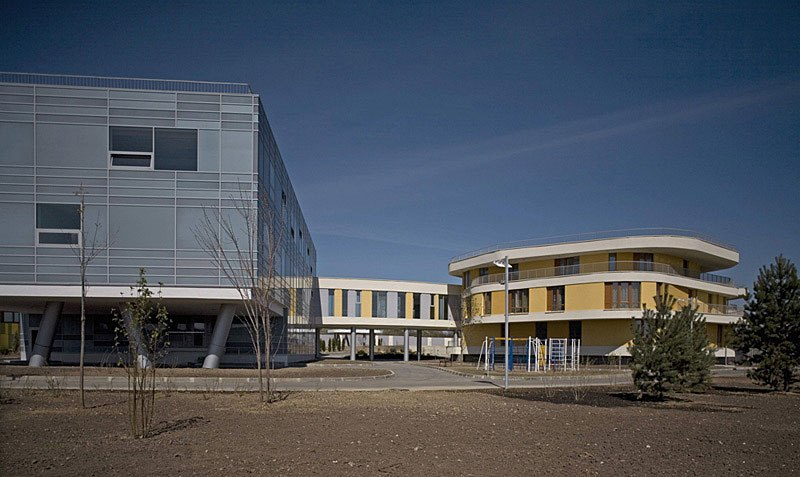
Вид на учебный центр и жилой корпус
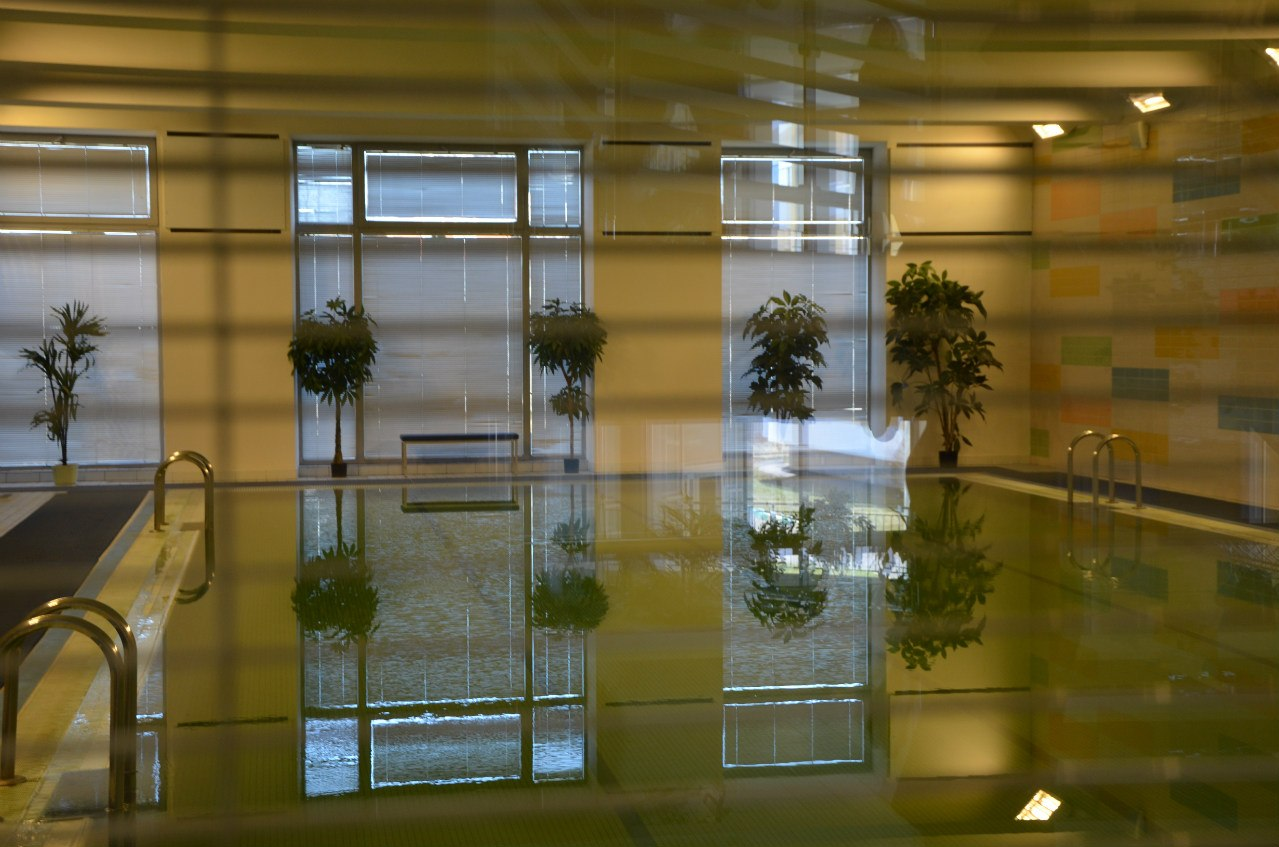
Бассейн в центре
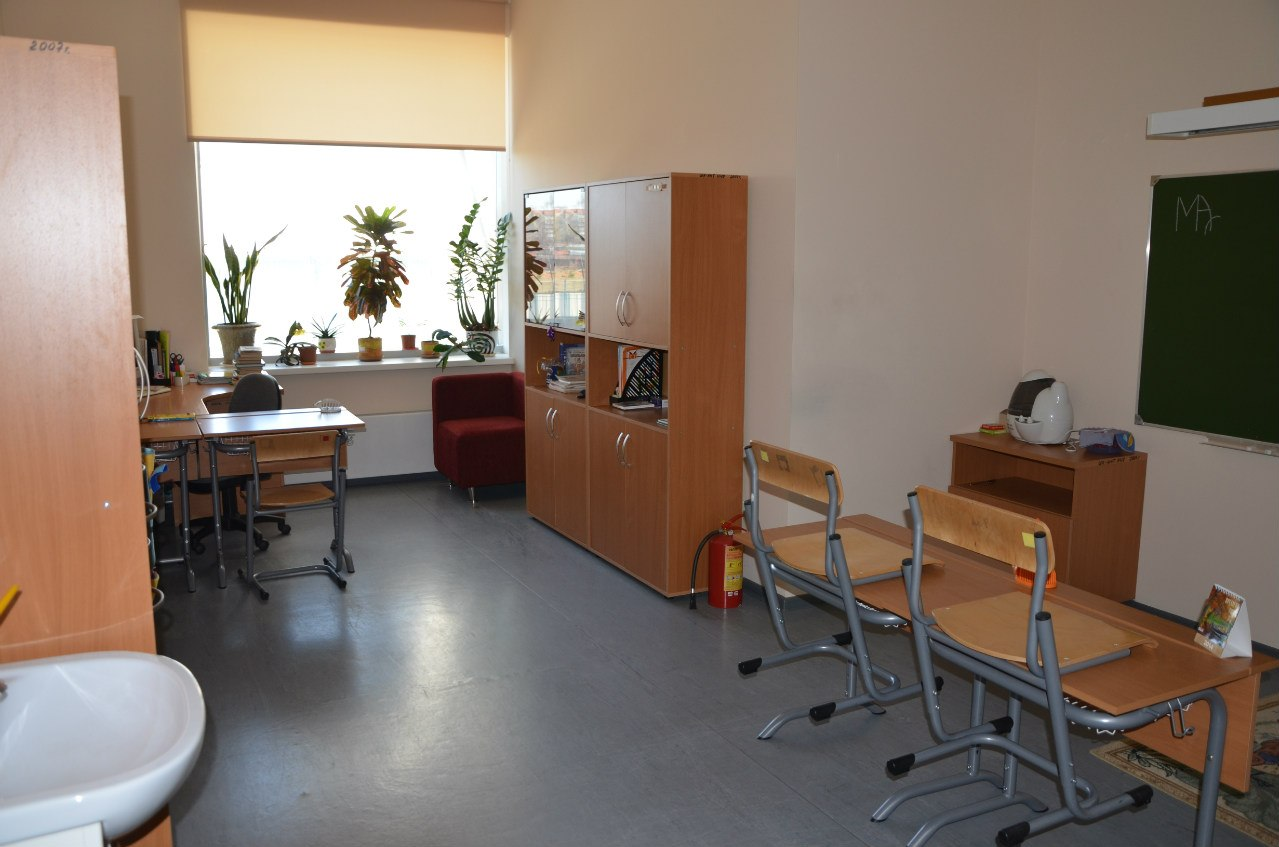
Класс дополнительного образования
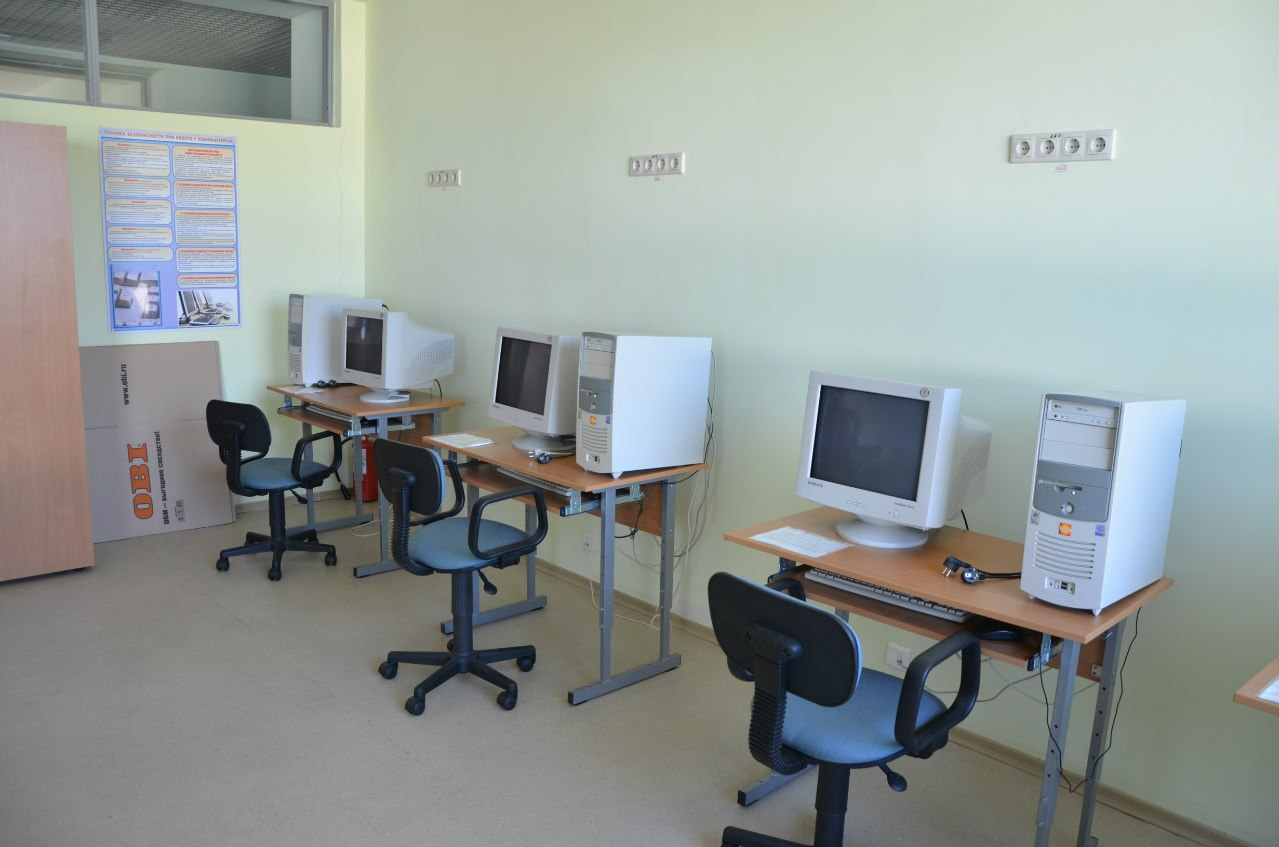
Компьютерный класс для младших детей
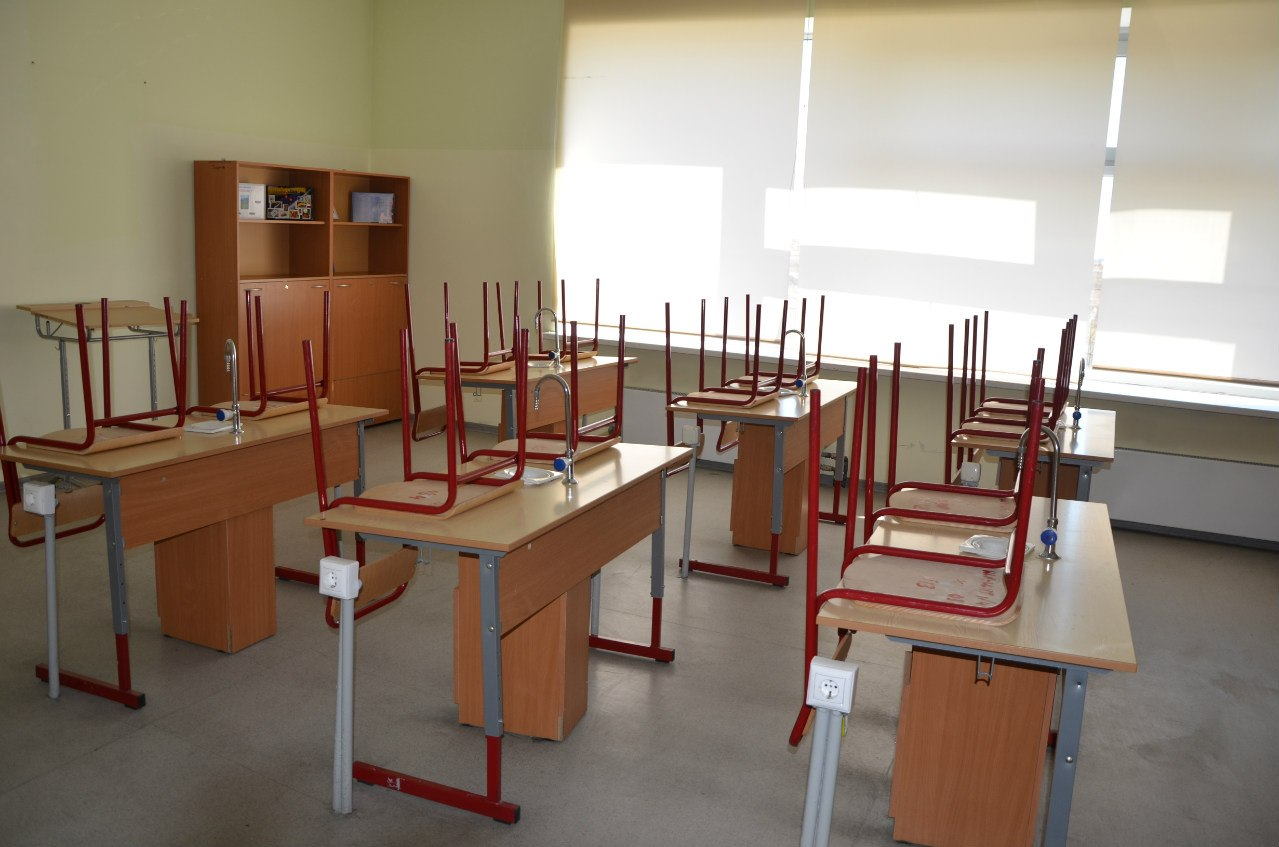
Класс химии в учебном центре
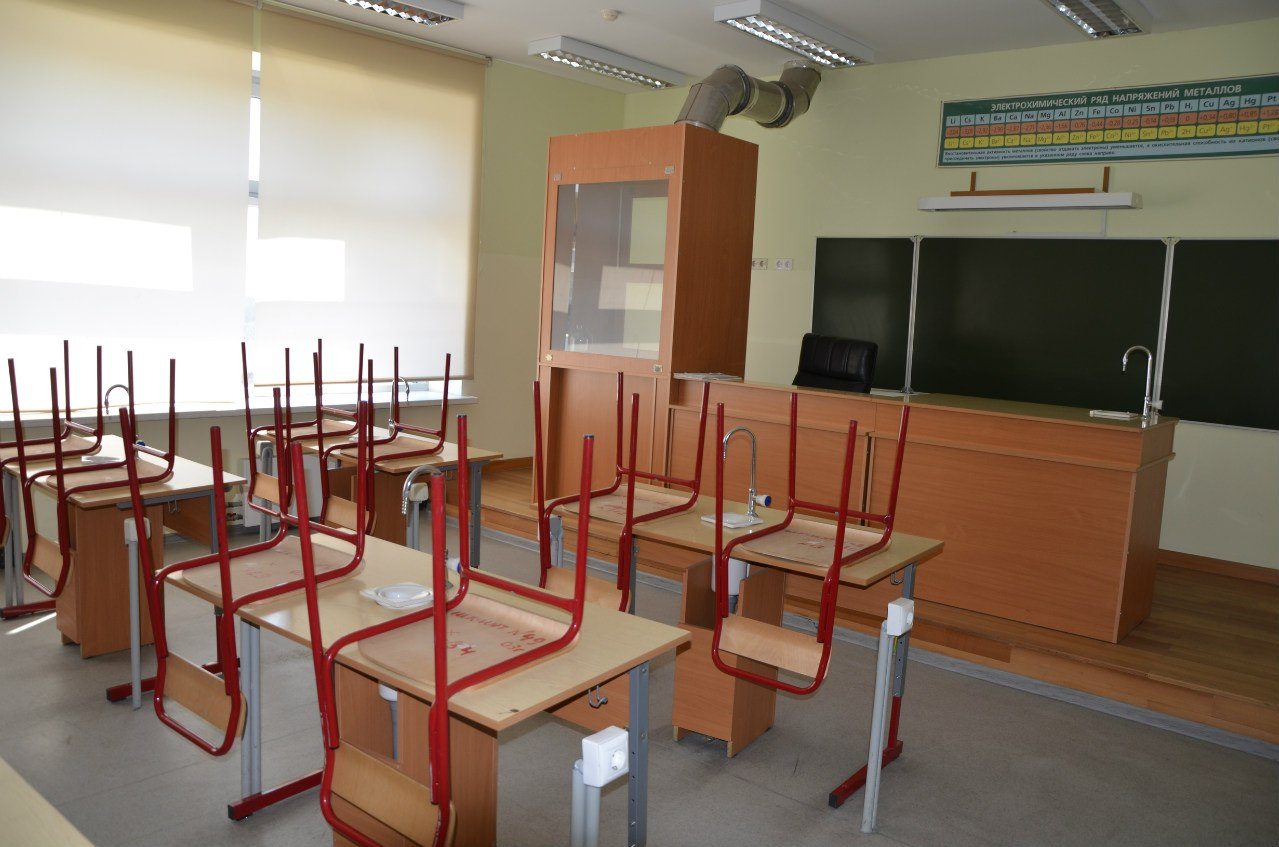
Класс химии (вид на доску)
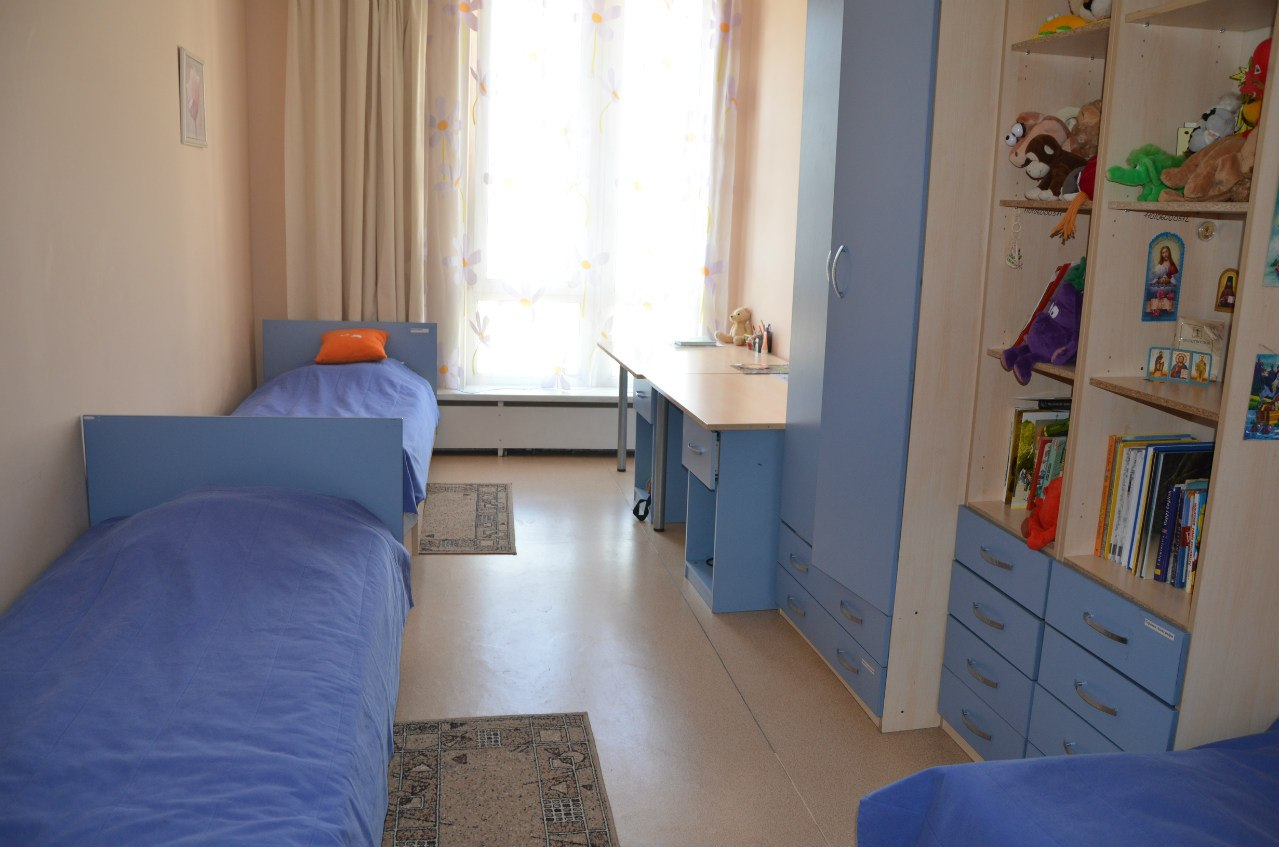
Спальная комната
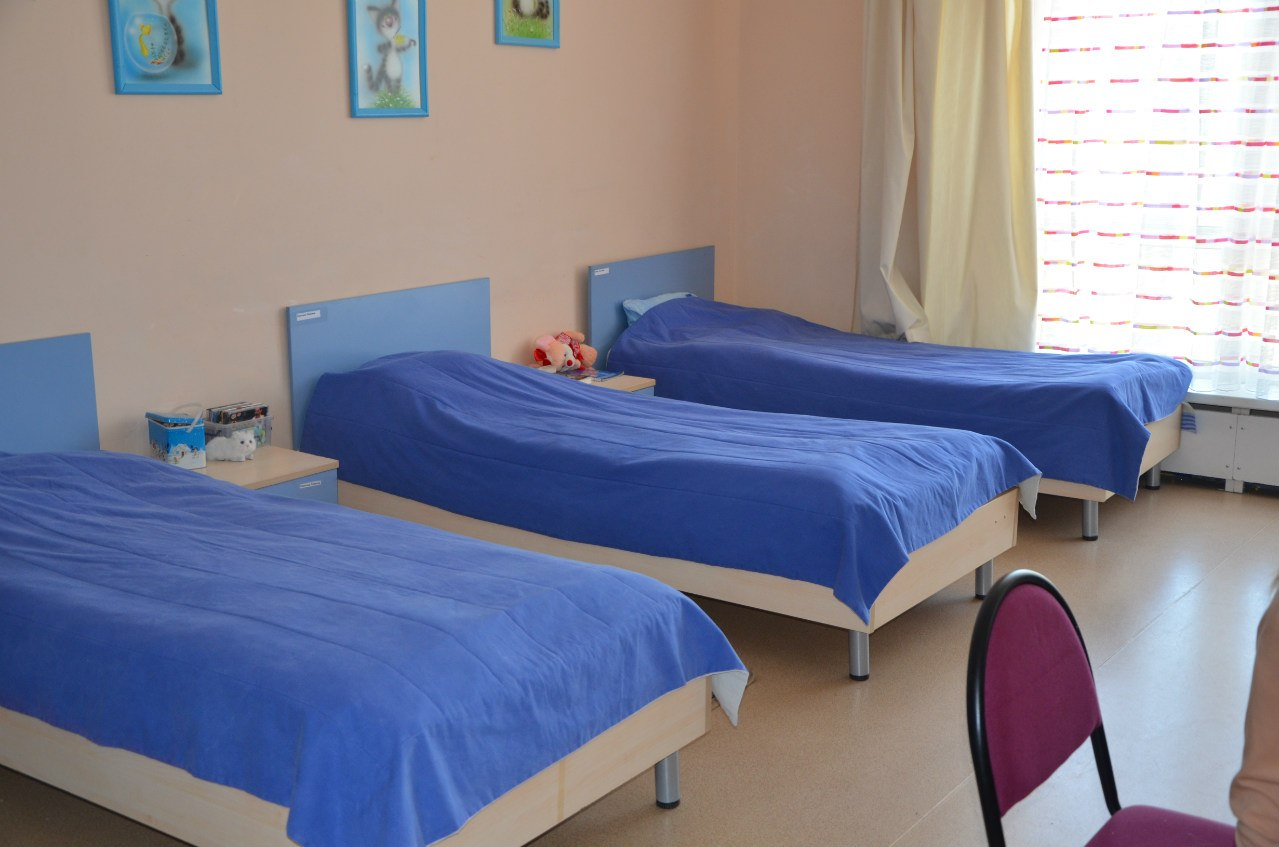
Спальная комната (3-х местная)
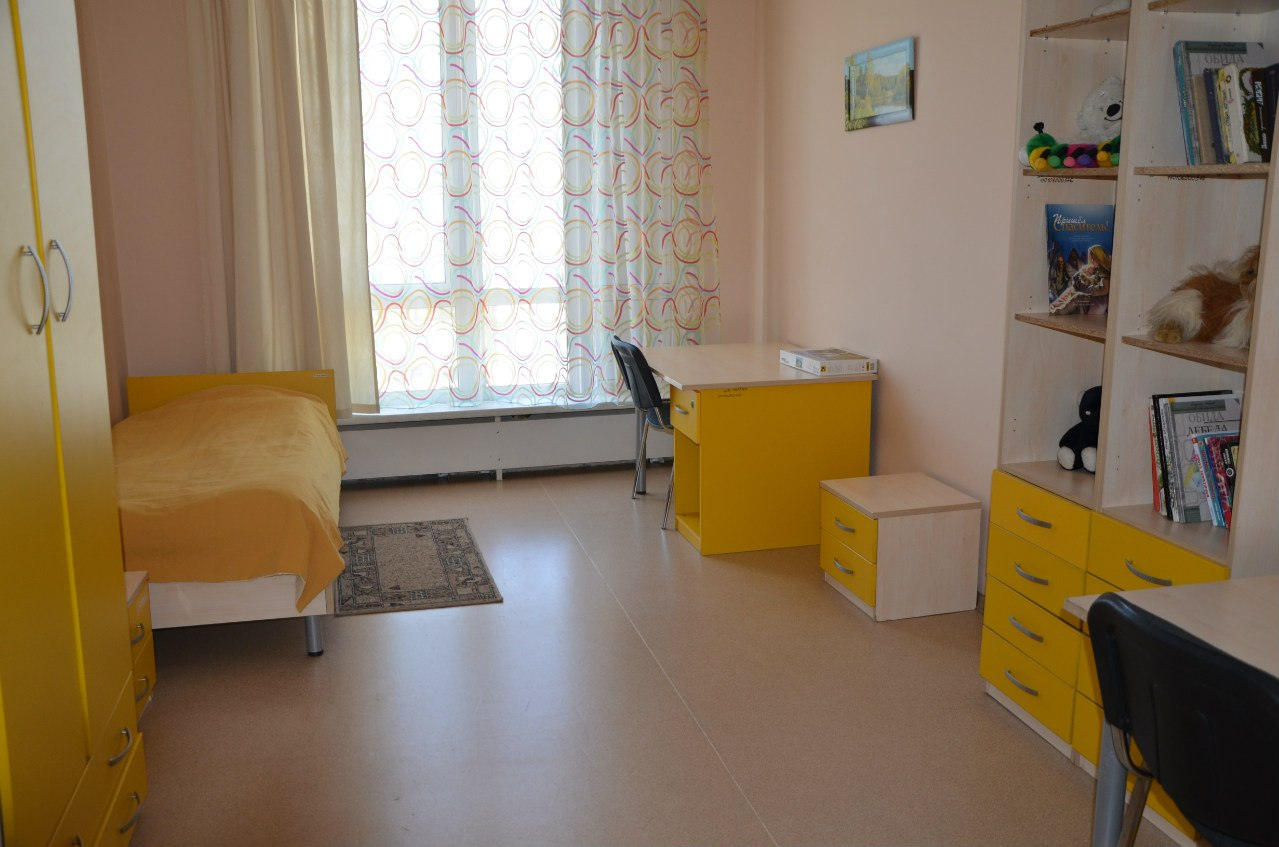
Спальная комната (жёлтого цвета)
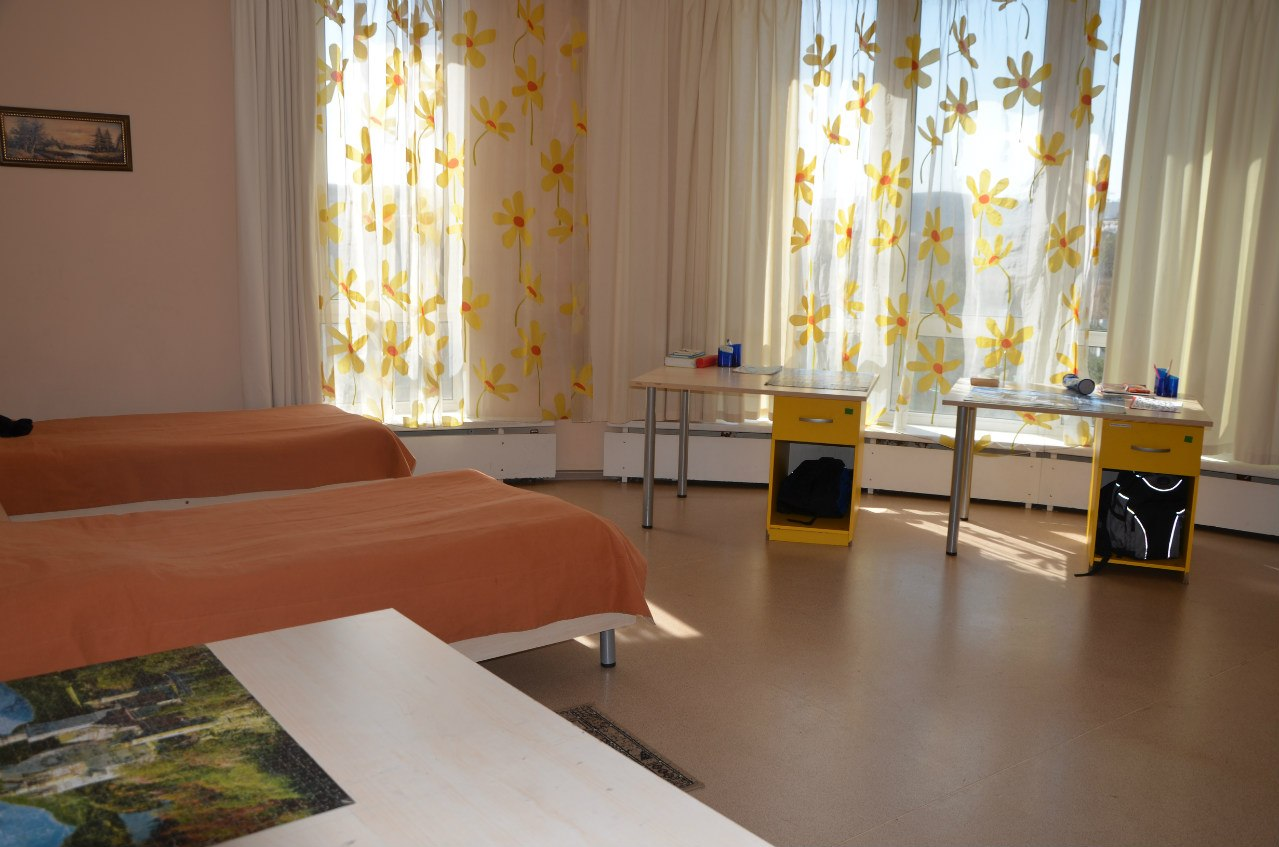
Спальная комната (жёлтого цвета 2-х местная)